# 29 (tv-serie)
 For alternative betydninger, se 29 (flertydig). (Se også artikler, som begynder med 29)
29 er en dansk komedie- og webserie fra 2018 skabt og instrueret af Julie Rudbæk og Jesper Zuschlag for YouSee-kanalen Xee. Serien havde premiere på Yousee den 3. maj 2018 og løb frem til 1. januar 2021 med i alt 43 afsnit á ca 15 min. varighed fordelt på 5 sæsoner. Hver sæson havde en ny titel, der skulle afspejle karakternes alder i serien, således at første sæson hed 29, anden sæson hed 30, tredje sæson hed 31 etc. frem til den afsluttende sæson, der hed 33.
Fra november 2024 blev alle sæsoner af 29 tilgængelige på TV 2 Play.

## Medvirkende
- Julie Rudbæk - Julie
- Jesper Zuschlag - Jesper
- Amalie Lindegård - Laura
- Anna Berentina - Marie
- Jesper Ole Feit Andersen - Tobias
- Alexander Clement - Martin
- Emma Sehested Høeg - Simone
- Julie Christiansen - Amanda
- Christoffer Prisholm Højgaard - Carsten
- Ann Hjort - Julies mor
- Kristian Halken - Julies far
- Mette Horn - Jespers mor
- Niels Anders Manley - Philip
- Sofie Jo Kaufmanas - Pia

## Serieoversigt
| Sæsoner | Sæsoner | Episoder |                    |
| Sæsoner | Sæsoner | Episoder | Tilgængeligt fra   |
| ------- | ------- | -------- | ------------------ |
|         | 1       | 8        | 3. maj 2018        |
|         | 2       | 8        | 17. september 2018 |
|         | 3       | 8        | 25. marts 2019     |
|         | 4       | 10       | 1. januar 2020     |
|         | 5       | 8        | 12. januar 2021    |